# Аньемби
Аньемби (порт. Anhembi)  —  муниципалитет в Бразилии, входит в штат Сан-Паулу. Составная часть мезорегиона Бауру. Входит в экономико-статистический  микрорегион Ботукату. Население составляет 5273 человека на 2006 год. Занимает площадь 736,463 км². Плотность населения — 7,2 чел./км².
Праздник города —  15 апреля.

## История
Город основан 15 апреля 1891 года.

## Статистика
- Валовой внутренний продукт на 2003 составляет 94.221.112,00 реалов (данные: Бразильский институт географии и статистики).
- Валовой внутренний продукт на душу населения на 2003 составляет 19.096,29 реалов (данные: Бразильский институт географии и статистики).
- Индекс развития человеческого потенциала на 2000 составляет 0,768 (данные: Программа развития ООН).

## География
Климат местности: субтропический. В соответствии с классификацией Кёппена, климат относится к категории Cfb.